# Antonio Ruiz Robles
Antonio Ruiz Robles, deportivamente conocido como Robles (Beniaján, Murcia, 18 de enero de 1940 - Málaga, 11 de junio de 2014), fue un futbolista español. Desarrolló gran parte de su carrera profesional en el Málaga Club de Fútbol (5 temporadas), y también en el Real Madrid entre los años 1963 y 1965 (2 temporadas), entre otros.